# Mag Garden
Mag Garden（日语：マッグガーデン）是日本漫畫出版社，2001年6月5日由前艾尼克斯出版事業局局長保坂嘉弘創立，總部位在東京都。

## 雜誌
- 月刊Comic BLADE
- Comic Blade Masamune（已停刊）
- Comic Blade GUNZ（已停刊）
- Comic Blade ZEBEL（已停刊）
- 月刊Comic Avarus
- Comic Blade BROWNIE（已停刊）
- EDEN（電子雜誌）
- Beat's（線上期刊）
- 月刊Comic Garden